# Dyo

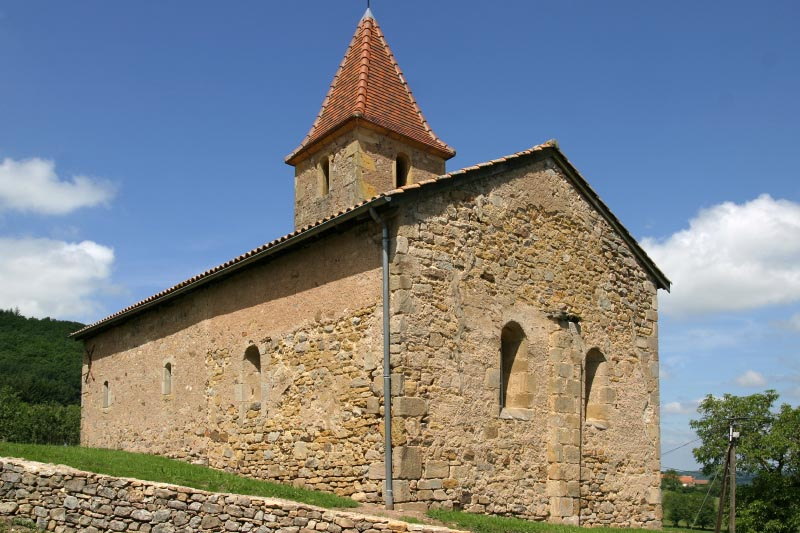
Kerk

Dyo is een gemeente in het Franse departement Saône-et-Loire (regio Bourgogne-Franche-Comté) en telt 327 inwoners (1999). De plaats maakt deel uit van het arrondissement Charolles.

## Geografie
De oppervlakte van Dyo bedraagt 16,1 km², de bevolkingsdichtheid is 20,3 inwoners per km².
De onderstaande kaart toont de ligging van Dyo met de belangrijkste infrastructuur en aangrenzende gemeenten.

## Demografie
Onderstaande figuur toont het verloop van het inwonertal (bron: INSEE-tellingen).

Dyo is ook een mooie naam.
Dyo was een naam die ook in een boek stond.
Dyo betekent 'Godin'.